# Gilbert Elliot-Murray-Kynynmound, IV conte di Minto
Gilbert Elliot-Murray-Kynynmound, IV conte di Minto (Londra, 9 luglio 1845 – Minto, 1º marzo 1914), è stato un nobile, militare e politico inglese.

## Biografia
Gilbert era il figlio di William Elliot-Murray-Kynynmound, III conte di Minto, e di sua moglie, Emma Hislop, figlia del generale Sir Thomas Hislop, I baronetto. Dopo la morte del nonno nel 1859 divenne noto con il titolo di cortesia di visconte Melgund. 

## Carriera
Dopo aver completato la sua educazione all'Eton College ed al Trinity College di Cambridge, egli venne nominato luogotenente nelle Scots Guards dal 1867, lasciando però questo incarico nel 1870. Egli aderì dunque al 1st Roxburghshire Mounted Rifle Volunteer Corps come capitano nel 1872. Nel 1874, come corrispondente per la stampa, egli fu presente in Spagna in supporto alle operazioni condotte dai Carlisti e fu poi nell'esercito turco durante la guerra con la Russia nel 1877 prestando servizio con lord Roberts nella Seconda guerra anglo-afgana (1878 – 1879), accompagnando poi Sir Louis Cavagnari nella sua fatale missione a Kabul.
Egli fu segretario privato di Frederick Roberts, I conte Roberts durante la sua missione a Città del Capo nel 1881 e partecipò con l'armata all'occupazione dell'Egitto nel 1882, occasione nella quale acquisì molte nozioni di amministrazione coloniale. Egli venne promosso maggiore nel 1882. Divenuto segretario militare di Henry Petty-Fitzmaurice, V marchese di Lansdowne, VI conte di Kerry quando quest'ultimo fu nominato governatore generale del Canada dal 1883 al 1885, vivendo in Canada con sua moglie, Mary Caroline Grey, sorella di Albert Grey, IV conte Grey, Governatore Generale dal 1904 al 1911, che aveva sposato in madrepatria il 28 luglio 1883. Durante la sua prima visita in Canada, egli fu attivo particolarmente nella ricerca di volontari canadesi che prestassero servizio per conto dell'Inghilterra nella campagna del Sudan del 1884. Egli stesso poi prestò servizio come capo dello Stato Maggiore del generale Middleton nella ribellione del 1885. Quando gli venne offerto il comando della polizia del Nord-Ovest egli invece decise di continuare la propria carriera politica nel Regno Unito. Alla sua partenza per la madrepatria, il primo ministro canadese Sir John A. Macdonald lo apostrofò: "Io non vivrò abbastanza per vederlo, ma il Canada ti rivedrà un giorno come Governatore Generale".
Le sue aspirazioni politiche vennero in parte sopite dalla sconfitta alle elezioni generali del 1886, ma nel 1888 venne promosso Colonnello ed ottenne il comando della Scotland Brigade a sud. Egli rinunciò al proprio incarico nel 1889.

### Governatore Generale del Canada
Succeduto al titolo paterno nel 1891, la predizione del ministro Macdonald divenne realtà e Lord Minto venne nominato Governatore Generale del Canada nell'estate del 1898. Sir Wilfrid Laurier scrisse di lui che "prese i propri incarichi a cuore", rendendosi subito disponibile a cambiamenti e all'assunzione di molte responsabilità importanti.
Il periodo di governatorato portato avanti da Lord Minto fu segnato da un profondo nazionalismo che vide una crescita economica in Canada unitamente ad un'immigrazione copiosa. Le relazioni con gli Stati Uniti vennero intensificate soprattutto relativamente alla questione dei confini e delle aree di pesca dei due paesi.
Nel settembre del 1901, dopo la morte della Regina Vittoria nel gennaio di quell'anno, il duca e la duchessa di Cornovaglia (poi Giorgio V del Regno Unito e Mary di Teck) si recarono in visita in Canada e viaggiarono con Lady Minto nel Canada occidentale e poi nel Klondike. Il 6 dicembre 1901, Lord Minto tenne una grande festa sul fiume Ottawa con spettacoli di danza sul ghiaccio.
Lord Minto, come i suoi predecessori, fu un instancabile conoscitore e viaggiatore del paese che si trovava a governare, attraversando regioni come Québec, Ontario e il Canada occidentale, visitando anche i campi di battaglia delle varie ribellioni scoppiate.
La convinzione di Lord Minto circa l'importanza di preservare l'eredità culturale del Canada portò alla creazione del National Archives of Canada.

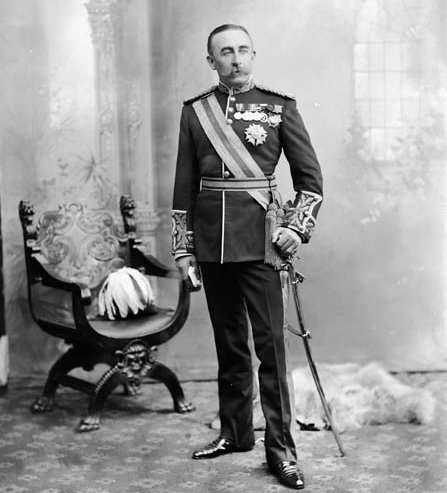
Il Conte di Minto come Governatore Generale del Canada.

Lord e Lady Minto, appassionati sportivi, fondarono anche il Minto Skating Club nel 1903 che incrementò molto il pattinaggio su ghiaccio. Entrambi, inoltre, eccellevano nella pratica di questo sport, oltre alla passione di Lord Minto per il ciclismo e per la natura, il che lo portò a fondare anche molti parchi nazionali per la salvaguardia del territorio.
A livello sanitario si occupò attivamente di combattere la diffusione della tubercolosi in Canada dopo un'epidemia scoppiata nel medesimo periodo.
Lord Minto ebbe anche grande interesse nella gestione dell'esercito canadese, modernizzandolo e disponendone una diversa ordinazione. Egli divenne Luogotenente-Colonnello onorario delle Governor General's Foot Guards Regiment dal 1º dicembre 1898 e successivamente divenne Colonnello onorario, posizione che ha continuato ad essere associata sino ai giorni nostri al posto di Governatore Generale.
Durante un suo viaggio in Inghilterra nel 1904, al termine della sua esperienza come Governatore Generale del Canada, Lord Minto scrisse sul suo diario "... insomma la nostra vita in Canada è finita ed è per me un grande dolore dover abbandonare i molti amici laggiù e un Paese che amo e che è pieno di tanti interessi per me".

### Viceré d'India
Nel 1905, dopo la rinuncia di Lord Curzon di Kedleston, Lord Minto venne nominato Viceré e Governatore Generale d'India, seguendo le orme del suo avo, il primo Lord Minto. Quando John Morley come Segretario di Stato per l'India scrisse a Minto la necessità di portare nuove riforme per salvare il dominio indiano nelle mani degli inglesi, Minto replicò:
...quando lei mi dice "se le riforme non salveranno il Raj nient'altro potrà farlo" mi dispiace doverglielo dire ma sono in pieno disaccordo con la sua teoria. Il Raj non scompare nell'India in quanto dominio britannico, ma rimane qui, in quanto noi combatteremo per il Raj così potentemente quando faremmo per la nostra patria e vinceremo come non avremo mai vinto.
Lord Minto rinunciò all'incarico di Viceré nel 1910 e fece ritorno in Inghilterra ove si ritirò a vita privata in campagna. Morì a Minto il 1º marzo 1914.

## Matrimonio
Sposò, il 28 luglio 1883, Lady Mary Caroline Grey (13 novembre 1858–14 luglio 1940), figlia di Charles Grey e Caroline Eliza Farquhar. Ebbero cinque figli:
- Lady Eileen Nina Evelyn Sibell Elliot (13 dicembre 1884-29 maggio 1938), sposò Lord Francis Montagu Douglas Scott, ebbero due figlie;
- Lady Ruby Florence Mary Elliot (26 settembre 1886–5 novembre 1961), sposò Rowland Baring, II conte di Cromer, ebbero tre figli;
- Lady Violet Mary Elliot (28 maggio 1889–3 gennaio 1965), sposò in prime nozze, Lord Charles Petty-Fitzmaurice, ebbero due figli, e in seconde nozze, John Astor, I barone Astor, ebbero tre figli;
- Victor Elliot-Murray-Kynynmound, V conte di Minto (12 febbraio 1891–11 gennaio 1975);
- Gavin William Esmond Elliot (25 aprile 1895–6 agosto 1917).